# Gymnastik und Turnen
Gymnastik und Turnen war die führende Turnzeitschrift der DDR.
Sie war das Organ des Deutschen Turnverbandes im Deutschen Turn- und Sportbund der DDR.
Sie erschien von 1952 bis 1961. Sie wurde Laufe der Geschichte durch Nachfolgezeitschriften ersetzt und fortgeführt:
- 1961–1962 Neue deutsche Turnzeitung.[1]
- 1963–1965 Turn-Nachrichten[2]
- 1966–1974 Neues deutsches Turnen
- 1975–1990 Turnen[3]